# 7 WEST
7 WEST（セブン ウェスト）とは、関西ジャニーズJr.の男性アイドルグループである。ジャニーズ事務所所属。

## 概要
Hey! Say! JUMP（Hey! Say! 7）の関西版として結成されたため、「Hey! Say! 7 WEST」というユニット名で活動を開始。
当初メンバーは固定ではなくシャッフル制であった。そのためメンバーの人数が状況によって変動していた。
その後はHey! Say! JUMPとは関係なく関西ジャニーズJr.内の一グループとして活動し、「7 WEST」とユニット名を変更した。
当初は中山優馬もメンバーのうちの1人だったが、一旦メンバーとしては活動しなくなり、2008年8月に行われた大阪松竹座公演で「Hey! Say! 7 WEST w/優馬」としての活動が発表され、その後も「中山優馬 w/Hey! Say! 7 WEST」および「中山優馬 w/7 WEST」というユニット名でメンバーと一緒に活動する姿が見られた。

## メンバー
生年月日順
- 重岡大毅（しげおか だいき、1992年8月26日）
- 神山智洋（かみやま ともひろ、1993年7月1日）
- 藤井流星（ふじい りゅうせい、1993年8月18日）
- 小瀧望（こたき のぞむ、1996年7月30日）

### 過去のメンバー
- 中田大智（なかただいち、1989年11月22日）[4]
- 千崎涼太（せんざきりょうた、1990年6月16日）[4]
- 竹本慎平（たけもと しんぺい、1993年9月16日）[4][5]
- 中山優馬（なかやま ゆうま、1994年1月13日）
- 新垣佑斗（しんがき ゆうと、1995年7月10日）[6][7]

## 年譜
2007年
- 9月23日・24日に横浜アリーナで公演されたジャニーズJr.のコンサート『JOHNNYS'Jr. Hey Say 07 in YOKOHAMA ARENA』に「Hey! Say! 7 WEST」として出演。
- 2007年10月6日発売のアイドル雑誌『Wink up』2007年11月号では中田・千崎・神山・中山・藤井の5人で「Hey! Say! 7 WEST」として、同日発売のアイドル雑誌『duet』2007年11月号では中田・千崎・神山・中山・藤井・佐竹・竹本の7人で「Hey! Say! 7 West」としてそれぞれグラビア初登場。
- 12月24日・25日に大阪城ホールで行われたコンサート『関西ジャニーズJr. Xmas in 松竹座 おめでとう in 城ホール 前夜祭』には中田・千崎・神山・中山・藤井・竹本の6人で出演している。

2008年
- 1月3日に大阪城ホールで行われたコンサート『関西ジャニーズJr. おめでとう in 城ホール』にも同じ6人で出演していたが、1月23日発売のアイドル雑誌『Myojo』2008年3月号および2月7日発売の『POTATO』『Wink Up』2008年3月号ではメンバーは神山・藤井・竹本・中山の4人になっている。
- 5月7日発売の『POTATO』2008年6月号では中山の姿が無く、メンバーは神山・藤井・竹本の3人になっている。
- 8月に大阪松竹座で行われた関西ジャニーズJr.のコンサート『関西ジャニーズJr. @大阪松竹座 2008夏』にて重岡大毅・新垣佑斗・小瀧望が加入し、「Hey! Say! 7 WEST w/優馬」として新生スタート。一般には同年9月に行われた「バッテリー・ごくせん 大阪凱旋コンサート」の記者会見で公式発表された。以後、中山優馬と一緒に活動する際には前述のユニット名や「中山優馬 w/Hey! Say! 7 WEST」を使い、その他は「Hey! Say! 7 WEST」というユニット名が使用されるようになる。

2010年頃
- ユニット名「Hey! Say! 7 WEST」を「7 WEST」に変更。

2012年
- 3月24日から4月5日まで大阪松竹座で行われたコンサート『関西ジャニーズJr. 春休みスペシャルコンサート2012』には6人で7 WESTとして出演したが、5月の『ジャニーズ銀座 Youの前にはMeがいる!』には6人が藤井・小瀧・竹本・新垣と重岡・神山の2組に分かれて出演。8月の『少年たち 格子なき牢獄 & SHOW TIME!』には竹本、新垣を除いた4人で7 WESTとして出演した。

2014年
- 神山智洋、重岡大毅、小瀧望、藤井流星がジャニーズWESTとしてデビューしたため自然消滅。

## オリジナル曲
Hey! Say!7WEST
・キラリ☆Traveler - JASRAC作品コード：160-6372-4
7WEST
・ジゴロイズム - JASRAC作品コード：160-6393-7

## 出演

### テレビドラマ
- DRAMATIC-J（2008年4月14日 - 9月22日、関西テレビ）
  - 「リバーサイド入口」
  - 「僕らのミラクルサマー」
  - 「8月10日、僕らは花火を上げる…」
- DRAMADA-J「いつかの友情部、夏。」（2009年9月10日、関西テレビ）Hey!Say!7WESTとして主演（重岡・神山・藤井・小瀧・竹本・新垣）[25]
- 誰も知らないJ学園（2010年4月28日 - 7月7日、関西テレビ）[26]

### 映画
- 寮フェス! 〜最後の七不思議〜（2012年3月31日公開、ギャガ）主演（重岡・神山・藤井・小瀧・竹本・新垣）[27]

### コンサート
- JOHNNYS'Jr. Hey Say 07 in YOKOHAMA ARENA（2007年9月23日 - 24日、横浜アリーナ）Hey!Say!7 WEST[9][8]（Hey! Say! 7 West[28]）として
- 関西ジャニーズJr. Xmas in 松竹座 おめでとう in 城ホール 前夜祭（2007年12月24日 - 25日、大阪城ホール）Hey!Say!7 WESTとして[29]（中田・千崎・神山・中山・藤井・竹本[12]）
- 関西ジャニーズJr. おめでとう in 城ホール（2008年1月3日、大阪城ホール）Hey!Say!7 WESTとして[15]（中田・千崎・神山・中山・藤井・竹本[13]）
- 年末ヤング東西歌合戦!東西Jr.選抜大集合2010!A.B.C-Z+ジャニーズJr.選抜 VS 中山優馬+関西Jr.選抜（2010年11月26日・27日、NHKホール）重岡・神山[30]
- 関西ジャニーズJr. X'Masコンサート2010（2010年12月、大阪松竹座）[31]
- 関西ジャニーズJr. あけましておめでとうコンサート 2011（2011年1月2日・3日、大阪城ホール）[32]
- 関西ジャニーズJr. with 中山優馬 2011 春（2011年3月5日 - 5月29日）[33]
- 関西ジャニーズJr. X'Masコンサート2011（2011年12月3日 - 25日、大阪松竹座）[34]
- 関西ジャニーズJr. 春休みスペシャルコンサート2012（2012年3月24日 - 4月5日、大阪松竹座）[22]
- 関西ジャニーズJr. 春休みスペシャルコンサート2013（2013年3月5日 - 27日、大阪松竹座）[35]
- 関西ジャニーズJr. 初全国ツアー 2013（2013年4月4日 - 7月7日、NHKホール 他）[36]
- 関西ジャニーズJr. X'masコンサート2013（2013年12月1日 - 25日、大阪松竹座）[37][38]

### 舞台
- Tough Weeds 光の射すほうへ…（2009年8月2日 - 27日、大阪松竹座）Hey!Say!7WESTとして[39]
- 少年たち 〜格子なき牢獄〜（2010年8月3日 - 28日、大阪松竹座）神山、藤井、重岡、竹本、小瀧、新垣[40][41]
- 少年たち 格子無き牢獄 & SHOW TIME!（2011年8月3日 - 27日、大阪松竹座）[42] ※9月公演は関西ジャニーズJr.として重岡・神山のみ出演
- ジャニーズ銀座 Youの前にはMeがいる!（2012年5月4日 - 6日〔関西ジャニーズJr.1組として藤井・小瀧・竹本・新垣〕・5月26日 - 28日〔関西ジャニーズJr.2組として重岡・神山〕、シアタークリエ）[23]
- 少年たち 格子なき牢獄 & SHOW TIME!（2012年8月4日 - 27日、大阪松竹座）重岡・神山・藤井・小瀧[24]
- 少年たち 〜Jail in the Sky〜（2012年9月4日 - 26日、日生劇場）関西ジャニーズJr.として（重岡・神山・藤井・小瀧）[43]
- ANOTHER（2013年8月3日 - 27日、大阪松竹座）重岡・神山・藤井・小瀧[44]
- ANOTHER（2013年9月4日 - 28日、日生劇場）関西ジャニーズJr.として（重岡・神山・藤井・小瀧）[45]